# Hypagyrtis brendae
Hypagyrtis brendae, conocida (en inglés) como "polilla de Brenda", es una especie de polillas perteneciente a la familia Geometridae. La especie fue descrita por primera vez por R. L. Heitzman en 1975. La polilla se distribuye con endemismo en Estados Unidos, registrandose con detalle en Florida, Indiana, Kentucky, Misuri y Carolina del Norte.

## Descripción
Hypagyrtis brendae es una polilla oscura, con un tono grisáceo que la distingue del resto del genero, y cuenta con un sombreado subterminal oxidado. Su envergadura es de aproximadamente 26 milímetros (1 plg). Se han registrado adultos en vuelo de abril a septiembre.

## Taxonomía
Hypagyrtis es un género con taxonomía dudosa, que necesita estudios y detalles moleculares para separar las especies en vista que la coloración, la morfologia genital y otros sistemas de caracteres clásicos han dejado dudas considerables. H. brendae fue descubierta por primera vez en Carolina del Norte, y presumiblemente en toda la Costa Este. Desde entonces, los especímenes de Carolina del Norte han sido considerados distintos de los del Medio Oeste de los Estados Unidos, actualmente la localidad tipo de la especie. Es probable que los especímenes de Carolina del Norte sean una especie no descrita. La otra población de Hypagyrtis brendae que se ha encontrado asociada con el falso ciprés blanco se encuentra en el mango de Florida.